# ProEixample
ProEximaple S.A. es una empresa creada por el Ayuntamiento de Barcelona con el fin de mejorar los edificios del Ensanche de Barcelona de Ildefonso Cerdá, así como para recuperar los interiores de isla convirtiéndolos en espacios de uso público y zonas verdes. El objetivo de la empresa es poder recuperar una de cada 9 interiores para uso público antes de 2010 para que los vecinos del Ensanche puedan disponer de una zona verde a menos de 5 minutos andando.
| 1995   | 1996      | 1997      | 1998      | 1999      |
| ------ | --------- | --------- | --------- | --------- |
| 840 m² | 22.919 m² | 26.004 m² | 26.004 m² | 34.027 m² |